# Niklaus Küchler
Niklaus Küchler (Alpnach, 3 maart 1941) is een Zwitsers advocaat, notaris en politicus voor de Christendemocratische Volkspartij (CVP/PDC) uit het kanton Obwalden.

## Biografie

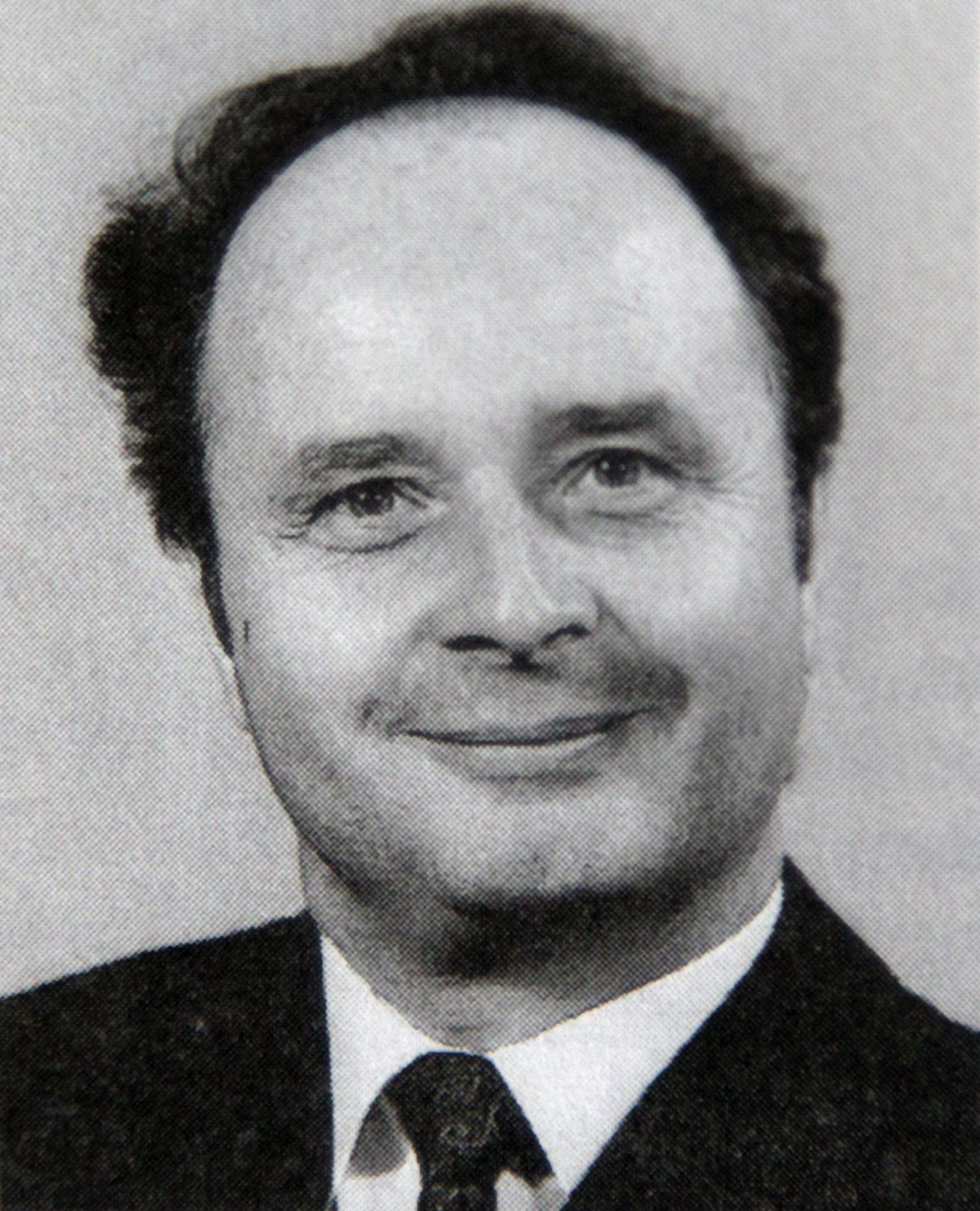
Niklaus Küchler.

Niklaus Küchler behaalde in 1972 een doctoraat in de rechten aan de Universiteit van Fribourg over de ontwikkeling van de rechtspleging in het kanton Obwalden (Die Entwicklung der Zivilrechtspflege im Kanton Obwalden von 1867-1967). Hij was van 1973 tot 1987 lid van de Kantonsraad van Obwalden. Hij was ook voorzitter van de kantonnale afdeling van zijn partij en van de Obwaldse Kantonsschulkommission. Daarnaast zetelde hij van 2 juni 1986 tot 29 april 1998 in de Kantonsraad, waarvan hij van 28 november 1994 tot 3 december 1995 voorzitter was.

## Trivia
- In het Zwitserse leger had hij de graad van wachtmeester.

## Werken
- (de)  Die Entwicklung der Zivilrechtspflege im Kanton Obwalden von 1867-1967, 1972.